# Wildwood (Kentucky)
Wildwood – miasto w Stanach Zjednoczonych, w stanie Kentucky, w hrabstwie Jefferson.